# Sansei Yamao
Sansei Yamao (山尾三省), (11 octobre 1938-28 août 2001, est un poète japonais.

## Biographie
Sansei Yamo naît à Tokyo en 1938. Il étudie la philosophie occidentale à l'Université Waseda mais la quitte avant d'avoir obtenu son diplôme. Dans la seconde moitié des années 1960, lui et ses compagnons Nanao Sakaki et Tetsuo Nagasawa fondent une commune appelée Buzoku (« La Tribu »), dans le but de changer la société. En 1973, il fait un pèlerinage en Inde et au Népal avec sa famille pendant un an. De retour au Japon, il s'installe avec sa famille en 1977 dans un village fantôme sur l'île de Yakushima située dans le sud du Japon et célèbre pour le cèdre japonais Joumon qui y vit depuis plusieurs milliers d'années. Il commence à construire un village dans la montagne Shirakawa. Il écrit de la poésie et de la prose et cultive son champ jusqu'à sa mort.
Au printemps 1997, il rend visite à son vieil ami le poète américain Gary Snyder dans sa maison de la Sierra Nevada. Leur première rencontre date de 1966 lorsque Snyder était au Japon pour recevoir sa première formation au bouddhisme zen à Kyoto. À cette époque, Sansei Yamao et Gary Snyder traversent pendant une semaine la chaîne de montagne Ominesan à Nara, montagne connue pour la pratique du shugendō. Après le retour de Snyder aux États-Unis, Sansei se rend en Inde, puis par la suite s'installe à Yakushima, les deux amis perdent contact l'un avec l'autre. Par conséquent, lorsque Sansei Yamao est de nouveau réuni Gary Snyder en 1997, il est surpris d'apprendre celui-ci s'intéresse depuis peu au biorégionalisme, parce que lui aussi pense à des choses très similaires depuis 20 ans. Il dit alors « La Terre est juste une région, une région est tout simplement la Terre ». L'année suivant leur deuxième rencontre est publié au Japon l'ouvrage 聖なる地球のつどいかな (Seinaru chikyu no tudoi kana), recueil de leurs conversations dans la Sierra Nevada.